# Mount Jerome
Mount Jerome  è un cimitero che si trova a Harolds Cross lato sud della città di Dublino, Irlanda.

## Storia
Fondato nal 1836 come cimitero protestante, dal 1920 ospita anche sepolture cattoliche.

## Persone di rilievo ivi sepolte
- John Kells Ingram (1823-1907), scrittore
- William Rowan Hamilton (1805-1865), matematico
- John Millington Synge (1871-1909), scrittore
- Jack Butler Yeats (1871-1957), artista
- Arthur Guinness, imprenditore
- Joseph Sheridan Le Fanu (1814-1873), scrittore
- William Wilde e Jane Francesca Elgee, i genitori di Oscar Wilde
- James Fitzgerald (1899-1971), pittore statunitense
- Thomas Davis, scrittore
- George Russell (1867-1935) scrittore
- George Petrie (1790-1886) archeologo e artista
- Sarah Purser (1848-1943), artista
- Walter Osborne (1859-1903), artista
- Thomas Caulfield Irwin (1823-1892), scrittore
- James Campbell, I barone Glenavy (1851-1931), Lord Chancellor of Ireland
- John Hewitt Jellett (1817-1888), Provost of Trinity College
- Thomas Drummond (1797-1840), Under-Secretary for Ireland
- Edward Bunting (1773-1843)
- William Carleton (1794-1869), scrittore
- Benjamin Guinness (1798-1868)
- Martin Cahill (1949-1994), gangster